# Dassault nEUROn
Dassault nEUROn je technologický demonstrátor pokročilého evropského bezpilotního bojového letounu. Projekt nEUROn je sjednocením vývoje strojů této kategorie v různých evropských zemích. Vývoj byl zahájen roku 2005 na základě objednávky francouzského úřadu pro vyzbrojování DGA. Hlavním kontraktorem programu je francouzský Dassault Aviation. Výroba se omezila na jediný kus, sloužící k vývoji nových technologií.
Poprvé nEUROn vzlétl 1. prosince 2012 v závodu firmy Dassault Aviation v Istres. První série zkoušek demonstrátoru proběhla do poloviny roku 2015 ve Francii. Poté se přesune k operačním testům do Švédska a ke střeleckým testům do Itálie.
Francie navíc iniciovala nový projekt testování provozu demonstrátoru nEUROn z letadlové lodě.

## Specifikace (Dassault nEUROn)

### Technické údaje
- Posádka: 0
- Rozpětí: 12,5 m
- Délka: 10 m
- Výška: 3,97 m
- Prázdná hmotnost: 5 000 kg
- Pohonná jednotka: 1× dvouproudový motor Rolls-Royce Turbomeca Adour
- Výkon pohonné jednotky: 40 kN

### Výkony
- Maximální rychlost: 980 km/h
- Dostup: 14 000 m